# Rana latastei
A rã-de-orelha-preta (Rana latastei)é uma espécie de anfíbio anuro pertencente à família Ranidae. Tem um comprimento a rondar os 7 cm.
A pele é lisa e a coloração possui tons variáveis, mas em geral ela tem tarjas fracas nas pernas  e uma mancha comprida e escura atrás de cada olho, dando razão ao seu nome.
Encontra-se a norte de Itália e a noroeste da ex-Jugoslávia. Habita em altitudes não superiores a 700 m.
Muitas vezes encontra-se junto com Rana dalmatina.
Alimenta-se de aracnídeos, crustáceos, insectos e vermes. Começa o seu período de hibernação em Outubro.